# Балеарский козёл
Балеарский козёл (лат. Myotragus balearicus, от др.-греч. μῦς — мышь и τράγος — козёл) — вымершее около 4000 лет назад жвачное парнокопытное животное подсемейства козьих, обитавшее на территории островов Мальорка и Менорка.

## Описание
Глаза балеарского козла были направлены не в стороны, как практически у всех травоядных млекопитающих, а вперёд, давая им способность стереоскопического зрения. На нижней челюсти располагались два резца, как у грызунов и зайцеобразных. На верхней челюсти резцов не было, только роговая щетка, как и у остальных представителей подсемейства козьих. Остальные зубы были приспособлены для измельчения растительной пищи. Самцы и самки имели в верхней части головы два очень коротких рога. Возможно, эти рога были длиннее, имея короткую костную основу и длинные рога-покрытия, но экземпляры полных рогов не были найдены.
Балеарский козёл был довольно небольшого роста (около 50 сантиметров в холке), и имел вес от 50 до 70 килограммов. Ноги короче, в пропорциональном отношении, чем у других полорогих, что не делало балеарского козла быстрым. Однако это не было серьёзным недостатком, поскольку на острове не было хищников, за исключением некоторых хищных птиц, которые могли угрожать только козлятам. На плечах балеарский козёл имел выраженный горб, в то время как спина прогибалась в нижней части. На ноге, как и у многих парнокопытных, имелись четыре пальца, из которых только два использовались для ходьбы. Хвост был довольно длинный, по сравнению с остальной частью тела. Предполагают, что предки балеарского козла заселили Балеарские острова около 6 млн. лет назад, во время мессинского кризиса солёности, когда острова соединялись с материком.

### Гипотеза о пойкилотермии
Существует гипотеза, согласно которой балеарские козлы были относительно холоднокровными животными (по сравнению с другими копытными). Палеонтологи, исследовавшие кости животного, сравнили их с костями рептилий, живших в этом регионе в тот период. Учёные пришли к выводу, что кости этих животных росли неравномерно, как годичные кольца деревьев. Согласно этой гипотезе, балеарские козлы имели более низкую температуру тела, по сравнению с другими видами парнокопытных, что позволяло им экономить энергию, меньше двигаться и реже кормиться. Как показали исследования скелета этих животных, они были очень медленными и, видимо, часто грелись на солнце, экономя энергию для передвижений. В отсутствие хищников на острове, высокая скорость бега им не требовалась, как результат, после появления на острове первых людей, эти  животные очень быстро были истреблены, как предположили авторы этого исследования.

## Исчезновение
Согласно последним исследованиям (2016 год), исчезновение данного вида, вероятнее всего, связано с заселением Балеарских островов человеком (антропогенными факторами). Новые радиоуглеродные датировки ископаемых костей показывают, что этот вид ещё существовал 2830 — 2470 лет до н.э., и исчез вскоре после появления людей на островах. Версия о влиянии изменений климата на его вымирание была опровергнута, так этот вид за несколько миллионов лет своего существования на Балеарских островах пережил множество изменений климата, засух, похолоданий и потеплений. 
До этого, в 2002 году радиоуглеродное обследование костных останков указывало на предполагаемую дату исчезновения около 3760 г. до н. э. Авторы исследования 2007 года также уверены в связи данного исчезновения с появлением людей на островах. Хотя надёжные материальные следы человеческой деятельности на Балеарах (каменные неолитические постройки) датируются несколькими столетиями позже, но, вполне вероятно, что до наших дней просто не сохранились следы пребывания первых поселенцев — кочевых охотников, появившихся на острове и быстро истребивших этот вид, беззащитный перед человеком. Первые люди прибыли на Мальорку около 5,9—5,3 тыс. лет до н.э., при раскопках найдены кости этого козла, предположительно, со следами разделки людьми. Считается, что постоянные поселения на островах появились в 3-м тысячелетии до н.э..  
Также нельзя исключать воздействие первых пастухов, завезших на острова домашних коз (одомашнены 9 000 лет назад), как один из факторов, вызвавших быстрое исчезновение кормовой растительности и вымирание этого эндемичного вида. Возможно также, этот вид был уничтожен пастушескими собаками, оставленными на острове первыми поселенцами. Следов попыток одомашнивания этого козла не найдено. 

## Галерея

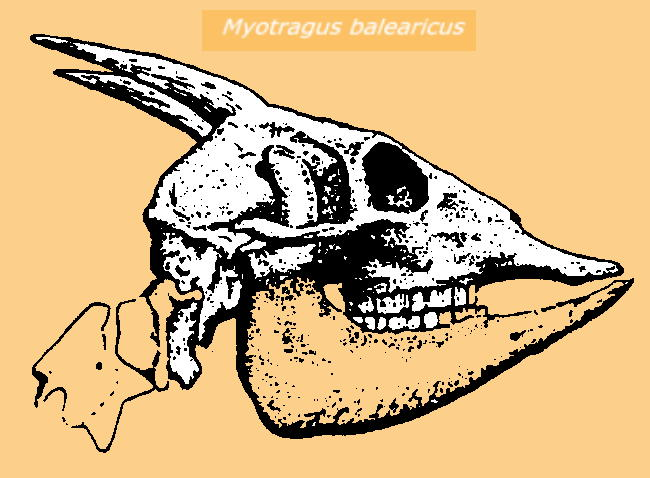
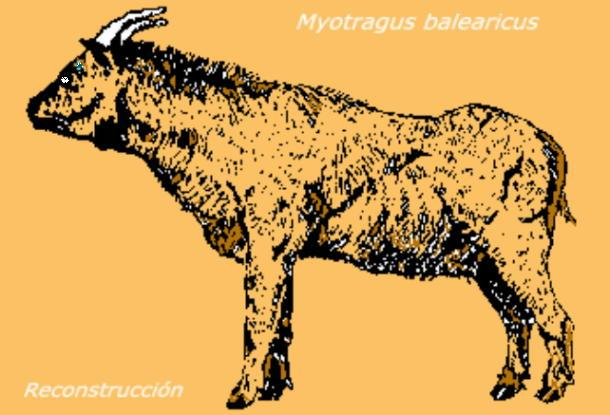
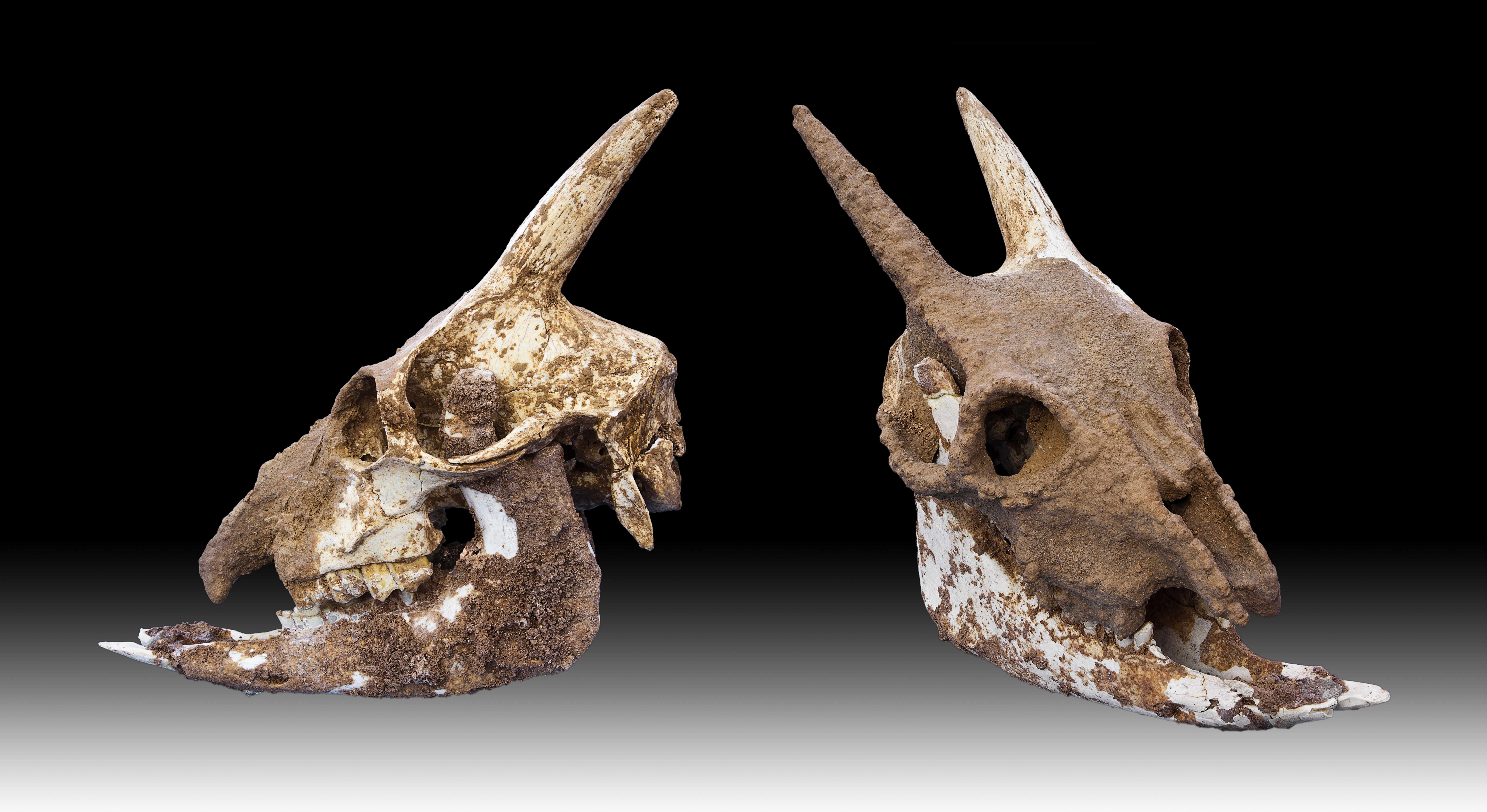